# Список городов Юты

Юта на карте США

Ниже представлен список городов американского штата Юта. В данный список включены наиболее крупные населённые пункты только со статусом city (город), но не town (малый город). В Юте насчитывается 243 инкорпорированных населённых пункта: 144 city и 99 town. По Конституции Юты статус city может получить населённый пункт с более чем 1000 жителей (city делятся на пять классов, что зависит, опять же, от количества жителей), поселение с менее чем 1000 жителей имеет статус town (хотя имеются и исключения, например, город Бэр-Ривер-Сити). При этом юридически между city и town различий почти нет, оба должны выполнять основные требования: «полностью отвечать за муниципальные дела, иметь собственные полицейские, санитарные и прочие необходимые службы, не противоречащие основному закону». В противном случае статус населённого пункта понижается до «статистически обособленная местность», несмотря на количество жителей. К примеру, поселение Курнс имеет население 35 731 человек (2010), но статус city получить не может, так как не в состоянии выполнить предусмотренные Конституцией требования.
88,2 % населения Юты проживает в городах (больших и малых), в том числе около 80 % — в регионе Уасач-Фронт.

## Общие данные
- Самый населённый город — Солт-Лейк-Сити, 200 544 жителя.
- Самый малонаселённый город (city) — Спринг-Сити[англ.], 1023 жителя.
- Самый малонаселённый город (town) — Скофилд[англ.], 23 жителя.
  - Всего в Юте насчитывается 6 городов с населением более 100 000 человек и 53 с населением 10—100 тысяч человек[1].
- Самый большой город — Солт-Лейк-Сити, 285,9 км².
- Самый маленький город (city) — Ривер-Хейтс[англ.], 1,5 км².
- Самый маленький город (town) — Табиона[англ.], 0,3 км².
- Самый богатый город — Алта[англ.], доход на душу населения 66 566 долл./год[4].
- Самый бедный город — Клинтон[англ.], доход на душу населения 17 020 долл./год[4].
- Город с наибольшей плотностью населения (из «Основного списка») — Холладей[англ.], 2225 чел./км².
- Город с наименьшей плотностью населения (из «Основного списка») — Парк-Сити, 182 чел./км².
- 7 из 12 крупнейших городов Юты находятся в округе Солт-Лейк.

## Основной список
Сортировка по умолчанию — по количеству жителей. Также любой столбец можно отсортировать по алфавиту (по убыванию-возрастанию), нажав на заглавие столбца.
В целях разумности охвата в данный список включены только города с населением более 5000 человек.
| Название          | Округ           | Население (2015—2017) | Площадь (км²) | Плотность (чел./км²) | Комментарии, ссылки |
| ----------------- | --------------- | --------------------- | ------------- | -------------------- | --- |
| Солт-Лейк-Сити    | Солт-Лейк       | 200 544               | 285,9         | 710                  | Самый населённый и самый большой город штата. Столица штата и округа. В городе находится мировая штаб-квартира Церкви Иисуса Христа Святых последних дней и крупнейший по площади храм этой организации в мире. В городе пересекаются автомагистрали Шоссе Линкольна, I-15 и I-80. Место проведения ОИ-2002.                           |
| Уэст-Валли-Сити   | Солт-Лейк       | 136 170               | 91,8          | 1485                 | |
| Прово             | Юта             | 117 335               | 114,4         | 1087                 | Адм. центр округа. |
| Уэст-Джордан      | Солт-Лейк       | 113 905               | 80,0          | 1424                 | За 47 лет (1970—2017) население города выросло в 27 раз. |
| Орем              | Юта             | 97 839                | 47,4          | 2064                 | |
| Сэнди             | Солт-Лейк       | 96 145                | 57,9          | 1663                 | |
| Огден             | Уибер           | 87 031                | 69,0          | 1261                 | Адм. центр округа. |
| Сент-Джордж       | Вашингтон       | 84 405                | 168,1         | 506                  | Адм. центр округа. Крупнейший город штата за пределами региона Уасач-Фронт. |
| Лейтон            | Дейвис          | 76 691                | 57,4          | 1346                 | |
| Саут-Джордан      | Солт-Лейк       | 70 954                | 57,3          | 1243                 | Первый в мире город, где одновременно находились два храма Церкви Иисуса Христа Святых последних дней: Джордан-Ривер-Юта и Окер-Маунтин-Юта. За 47 лет (1970—2017) население города выросло в 24 раза. |
| Лихай             | Юта             | 61 130                | 69,1          | 896                  | За 26 лет (1990—2016) население города выросло в 7,2 раз. В городе находится центр населённости Юты. |
| Миллкрик          | Солт-Лейк       | 60 119                | 35,4          | 1698                 | |
| Тейлорсвилл       | Солт-Лейк       | 59 992                | 27,7          | 2166                 | |
| Логан             | Каш             | 51 115                | 48,0          | 1099                 | Адм. центр округа. «Самый безопасный город США» (Morgan Quitno Press, 2005). |
| Марри             | Солт-Лейк       | 49 295                | 31,8          | 1550                 | |
| Дрейпер           | Солт-Лейк и Юта | 47 710                | 78,0          | 613                  | За 27 лет (1990—2017) население города выросло в 6,6 раз. Один из двух городов Юты, находящийся в двух округах одновременно. |
| Баунтифул         | Дейвис          | 44 107                | 34,9          | 1264                 | |
| Ривертон          | Солт-Лейк       | 43 344                | 32,6          | 1330                 | |
| Спэниш-Форк       | Юта             | 39 443                | 39,8          | 991                  | |
| Херримен          | Солт-Лейк       | 39 224                | 52,5          | 747                  | За 17 лет (2000—2017) население города выросло в 25,8 раз; за этот период он поднялся со 111-й на 20-ю строчку в списке самых населённых городов Юты. |
| Плезант-Гров      | Юта             | 38 756                | 23,7          | 1635                 | |
| Рой               | Уибер           | 38 595                | 19,7          | 1959                 | |
| Коттонвуд-Хайтс   | Солт-Лейк       | 33 996                | 17,6          | 1932                 | В городе расположены штаб-квартиры Dyno Nobel и Fusion-io. 100-е место из 100 в «Списке лучших мест для жизни в США» (Money, 2007). |
| Туиле             | Туиле           | 33 762                | 54,8          | 616                  | Адм. центр округа. |
| Мидвейл           | Солт-Лейк       | 33 208                | 15,1          | 2199                 | |
| Спрингвилл        | Юта             | 33 044                | 37,4          | 888                  | |
| Кейсвилл          | Дейвис          | 31 776                | 27,2          | 1173                 | |
| Клирфилд          | Дейвис          | 31 363                | 20,1          | 1560                 | |
| Сидар-Сити        | Айрон           | 31 223                | 95,4          | 327                  | |
| Холладей          | Солт-Лейк       | 30 709                | 13,8          | 2225                 | |
| Сиракьюс          | Дейвис          | 29 507                | 24,8          | 1195                 | За 27 лет (1990—2017) население города выросло в 6,3 раз. |
| Игл-Маунтин       | Юта             | 29 202                | 108,0         | 270                  | За 16 лет (2000—2016) население города выросло в 13,5 раз. |
| Американ-Форк     | Юта             | 28 770                | 23,9          | 1204                 | |
| Саратога-Спрингс  | Юта             | 26 887                | 56,2          | 481                  | За 16 лет (2000—2016) население города выросло в 26,8 раз (10-е место в списке «Самых быстрорастущих городов США 2000—2017»). |
| Вашингтон         | Вашингтон       | 25 339                | 85,2          | 298                  | За 46 лет (1970—2016) население города выросло в 33,8 раз. |
| Саут-Солт-Лейк    | Солт-Лейк       | 24 956                | 17,9          | 1394                 | |
| Фармингтон        | Дейвис          | 24 066                | 25,8          | 944                  | Адм. центр округа. В городе расположен парк развлечений «Лагуна», работающий с 1886 г. и содержащий 53 аттракциона, в т. ч. 10 американских горок. 14-е место в списке «Лучшее место для жизни в США» (Money, 2009). |
| Клинтон           | Дейвис          | 21 672                | 15,1          | 1435                 | Самый бедный город Юты: доход на душу населения 17 020 долл./год. |
| Норт-Солт-Лейк    | Дейвис          | 20 301                | 22,3          | 919                  | |
| Пейсон            | Юта             | 19 810                | 22,5          | 884                  | |
| Норт-Огден        | Уибер           | 19 465                | 16,8          | 1159                 | |
| Бригам-Сити       | Бокс-Элдер      | 19 182                | 62,6          | 311                  | Адм. центр округа. |
| Хайленд           | Юта             | 18 647                | 22,1          | 844                  | За 46 лет (1970—2016) население города выросло в 89,6 раз. |
| Сентервилл        | Дейвис          | 17 286                | 15,6          | 1108                 | |
| Харрикейн         | Вашингтон       | 17 135                | 81,7          | 213                  | |
| Саут-Огден        | Уибер           | 17 101                | 9,5           | 1800                 | |
| Хибер-Сити        | Уосатч          | 14 969                | 9,0           | 1663                 | Адм. центр округа. |
| Блаффдейл         | Солт-Лейк       | 13 484                | 26,47         | 509                  | В 2014 г. близ города построен Дата-центр АНБ стоимостью 1,5 млрд долл. |
| Уэст-Хейвен       | Уибер           | 12 329                | 26,3          | 469                  | |
| Сантакуин         | Юта и Джуаб     | 11 652                | 26,9          | 433                  | Один из двух городов Юты, находящийся в двух округах одновременно. |
| Вудс-Кросс        | Дейвис          | 11 351                | 10,0          | 1135                 | |
| Смитфилд          | Каш             | 11 146                | 12,9          | 864                  | |
| Линдон            | Юта             | 10 939                | 22,2          | 504                  | |
| Норт-Логан        | Каш             | 10 590                | 17,9          | 592                  | |
| Уэст-Пойнт        | Дейвис          | 10 548                | 19,0          | 558                  | |
| Грантсвилл        | Туиле           | 10 459                | 50,1          | 210                  | |
| Сидар-Хиллз       | Юта             | 10 374                | 7,1           | 1461                 | |
| Алпайн            | Юта             | 10 361                | 19,2          | 540                  | |
| Вернал            | Юинта           | 10 291                | 11,9          | 865                  | Адм. центр округа. |
| Плезант-Вью       | Уибер           | 10 287                | 17,4          | 591                  | |
| Мейплтон          | Юта             | 9512                  | 32,6          | 292                  | |
| Вашингтон-Террейс | Уибер           | 9198                  | 4,9           | 1877                 | |
| Ривердейл         | Уибер           | 8758                  | 11,5          | 762                  | |
| Хупер             | Уибер           | 8668                  | 30,3          | 290                  | |
| Тремонтон         | Бокс-Элдер      | 8626                  | 20,2          | 427                  | |
| Прайс             | Карбон          | 8371                  | 13,1          | 639                  | Адм. центр округа. В городе работает крупный Музей доисторической эпохи Колледжа Восточной Юты. В городе большое разнообразие этнических групп и вероисповеданий, что нехарактерно для мормонской Юты. |
| Парк-Сити         | Саммит          | 8299                  | 45,5          | 182                  | Туристический город: на туризме город зарабатывает ок. 530 млн долл. в год, в т. ч. ок. 80 млн долл. приносит проведение кинофестиваля Сандэнс. Горнолыжные курорты «Оленья долина» и «Горный». Штаб-квартира Skullcandy. 9 кинотеатров (в т. ч. один на 1270 мест); в городе находится первая гостиница Юты, получившая «пять звёзд». |
| Сейлем            | Юта             | 8210                  | 26,4          | 312                  | |
| Айвинс            | Вашингтон       | 8132                  | 26,6          | 308                  | За 46 лет (1970—2016) население города выросло в 59,4 раз. |
| Хайрам            | Каш             | 8027                  | 12,53         | 642                  | |
| Ричфилд           | Севир           | 7723                  | 13,7          | 564                  | Адм. центр округа. |
| Санта-Клара       | Вашингтон       | 7418                  | 12,7          | 589                  | За 47 лет (1970—2017) население города выросло в 27,4 раз. |
| Саут-Уибер        | Дейвис          | 7310                  | 12,2          | 604                  | |
| Провиденс         | Каш             | 7270                  | 9,8           | 742                  | |
| Эфраим            | Санпит          | 7072                  | 9,2           | 769                  | В городе находится Колледж Сноу, в котором обучаются ок. 4100 студентов (58 % от всего населения города), в связи с чем население города очень молодо: 67,3 % его жителей младше 25 лет. |
| Фарр-Уэст         | Уибер           | 6996                  | 15,1          | 463                  | |
| Рузвельт          | Душейн          | 6843                  | 14,4          | 475                  | |
| Плейн-Сити        | Уибер           | 6764                  | 9,7           | 697                  | |
| Энох              | Айрон           | 6756                  | 18,7          | 361                  | За 47 лет (1970—2017) население города выросло в 56,3 раз. |
| Нибли             | Каш             | 6747                  | 10,44         | 646                  | |
| Харрисвилл        | Уибер           | 6535                  | 7,0           | 934                  | |
| Фрут-Хайтс        | Дейвис          | 6215                  | 5,91          | 1055                 | |
| Вайнъярд          | Юта             | 6210                  | 16,5          | 550                  | За 7 лет (2010—2017) население города выросло в 44,7 раз (6-е место в списке «Самых быстрорастущих городов США 2000—2017»). В 2014—2015 гг. население города Увеличилось в 4,17 раз за один год, что является абсолютным рекордом страны.                                                                                              |
| Нифай             | Джуаб           | 5952                  | 11,9          | 500                  | Адм. центр округа. |
| Уэст-Баунтифул    | Дейвис          | 5574                  | 8,45          | 662                  | |
| Моаб              | Гранд           | 5242                  | 10,7          | 490                  | Адм. центр округа. Большое количество туристов привлекают достопримечательности близлежащих нац. парков «Арки» и «Земля каньонов», а также экстремальная велотропа «Сликрок». |
| Сансет            | Дейвис          | 5234                  | 3,4           | 1539                 | |

## Дополнительный список
Сортировка по умолчанию — по количеству жителей. Также любой столбец можно отсортировать по алфавиту (по убыванию-возрастанию), нажав на заглавие столбца.
В данный список включены города с населением менее 5000 человек, но при этом выделяющиеся среди себе подобных.
| Название    | Округ     | Население (2016—2017) | Площадь (км²) | Плотность (чел./км²) | Комментарии, ссылки |
| ----------- | --------- | --------------------- | ------------- | -------------------- | --- |
| Канаб       | Кейн      | 4687                  | 37,9          | 124                  | Адм. центр округа. С начала 1920-х по конец 1970-х гг. в городе были сняты несколько десятков фильмов, в основном, вестернов. |
| Морган      | Морган    | 4249                  | 8,3           | 512                  | Адм. центр округа. |
| Мантай      | Санпит    | 3396                  | 5,0           | 679                  | Адм. центр округа. |
| Бивер       | Бивер     | 2988                  | 16,8          | 178                  | Адм. центр округа. |
| Пароуан     | Айрон     | 2986                  | 17,2          | 174                  | Адм. центр округа. |
| Хилдейл     | Вашингтон | 2945                  | 7,6           | 388                  | В городе находится штаб-квартира Фундаменталистской церкви Иисуса Христа святых последних дней, ей принадлежит бо́льшая часть города, её последователями являются почти все госслужащие и вся полиция города. Очень большое количество многоженцев. 66,9 % жителей являются англо-американцами (при среднем по стране 7,1 %) — это «самый английский город США».                                |
| Филмор      | Миллард   | 2522                  | 14,9          | 169                  | Адм. центр округа. Столица Территории Юта с 1851 по 1856 гг. В городе находится Дом правительства Территории Юта (постр. в 1855 г.) |
| Монтиселло  | Сан-Хуан  | 2213                  | 6,7           | 330                  | Адм. центр округа. В городе находится самый маленький в мире храм ЦИХСПД (площадь 1043 м², высота 20 м). |
| Ривер-Хейтс | Каш       | 1962                  | 1,5           | 1308                 | Самый маленький по площади city штата. |
| Душейн      | Душейн    | 1779                  | 6,5           | 274                  | Адм. центр округа. |
| Пангуитч    | Гарфилд   | 1665                  | 5,53          | 301                  | Адм. центр округа. |
| Касл-Дейл   | Эмери     | 1528                  | 5,6           | 273                  | Адм. центр округа. |
| Колвилл     | Саммит    | 1457                  | 8,4           | 197                  | Адм. центр округа. |
| Спринг-Сити | Санпит    | 1023                  | 3,4           | 301                  | Самый малонаселённый city штата. |
| Лоа         | Уэйн      | 585                   | 2,3           | 254                  | Адм. центр округа. |
| Рэндольф    | Рич       | 466                   | 2,7           | 173                  | Адм. центр округа. На президентских выборах 2004 г. за Дж. Буша проголосовали 95,6 % избирателей (при общем по стране результате 50,7 %) — это больше, чем в любом другом городе Юты. |
| Альта       | Солт-Лейк | 387                   | 10,5          | 37                   | Самый богатый город штата: доход на душу населения 66 566 долл./год. В городе находится Горнолыжный курорт Альты: один из старейших горнолыжных курортов США (раб. с 1939 г.); один из самых снежных (13,8 м снега в год); один из самых посещаемых (ок. 500 000 чел./год, т. е. почти в 1300 раз больше, чем собственно население города) и один из трёх в стране, где запрещён сноубординг . |
| Манила      | Даггетт   | 324                   | 2,25          | 144                  | Адм. центр округа. |
| Джанкшен    | Пайют     | 174                   | 38,7          | 5                    | Самый малонаселённый окружной центр Юты. |
| Табиона     | Душейн    | 169                   | 0,3           | 563                  | Самый маленький по площади town штата. |
| Скофилд     | Карбон    | 23                    | 1,8           | 13                   | Самый малонаселённый town штата. |